# Sorkhrūd-e Gharbī
Sorkhrūd-e Gharbī (persiska: سُرخرودِ غَربی, سُرخرود, سُرخ رود) är en ort i Iran.   Den ligger i provinsen Mazandaran, i den norra delen av landet, 140 km nordost om huvudstaden Teheran. Antalet invånare är 6 569.
Terrängen runt Sorkhrūd-e Gharbī är mycket platt, och sluttar norrut. Runt Sorkhrūd-e Gharbī är det tätbefolkat, med 683 invånare per kvadratkilometer. Närmaste större samhälle är Fereydūnkenār, 6,4 km öster om Sorkhrūd-e Gharbī. Trakten runt Sorkhrūd-e Gharbī består till största delen av jordbruksmark.